# Никифорица
Никифорица (на средногръцки: Νικηφορίτζης; Nikephoritzes; Nikephoros; † 1078 на остров Оксея/Сивриада) е византийски влиятелен сановник, финансов министър по време на управлението на император Михаил VII Дука (упр. 1071 – 1078) във Византия.
Никифорица е от тема Букеларион, служи при император Константин IX Мономах в императорската канцелария. Константин X Дука го мести като губернатор в Антиохия на Оронтес, защото разказвал, че императрицата Евдокия Макремволитиса изневерявала. След смъртта на императора и нейното регентство, Никифорица е заточен. Новият император Роман IV го освобождава през 1068 г. и го прави претор (цивилен губернатор) на комбинираните теми Елада и Пелопонес. Михаил VII Дука (упр. 1071 – 1078) го извиква след коронизацията си обратно в двора на Константинопол, за да служи при кесар Йоан Дука. Той става влиятелен и силен.
Той се грижи за реорганизацията след Битката при Манцикерт 1071 г. на тежко пострадолото царство. Той увеличава данъците, което води до недоволство в провинциите и Константинопол. Своето богатство обаче увеличава. През зимата 1076/77 г. в Константинопол настъпва глад. Михаил Аталиат обвинява затова евнух Никифорица. Избухва въстание в тема Паристрион в България и се иска неговото уволнение, но императорът Михаил VII не се съгласява.
Никифорица се опитва да реформира и войската. На Запад Византия е нападната от българите на Георги Войтех и провъзгласилия се за цар Константин Бодин, също норманите на Робер Гискар, в Мала Азия са бунтът на Русел дьо Байол Франгополос и селджуците. Недоволството срещу Никифорица расте. Той закрива църковния събор от 7 януари 1078 г. в Света София от опозиони епископи. Патриарът Козма I го отлъчва от църквата.
Никифорица бяга от Константинопол в Хераклея при Русел дьо Байол Франгополос, който обаче го слага във вериги. Когато Русел († 1078) малко след това мистериозно умира, Никифорица е заподозрен в неговото отравяне. Роднините на Русел малко след това закарват евнуха при новия император Никифор III Вотаниат, който го изгонва на осторв Проте и след това в Оксея, където е измъчван и малко след това умира.